# 2010 CBL 챔피언 시리즈
2010 CBL 챔피언 시리즈는 9월 3일부터 4일까지 모두 2차전을 벌여 광둥 레오파스가 베이징 타이거즈를 상대로 2전 전승으로 스윕하며 창단 이후 처음으로 우승했다.

### 정규 시즌
| 순위 | 팀                |
| ---- | ----------------- |
| 1    | 광둥 레오파스     |
| 2    | 베이징 타이거즈   |
| 3    | 장쑤 호프스타스   |
| 4    | 톈진 라이온스     |
| 5    | 쓰촨 드래곤스     |
| 6    | 상하이 골든이글스 |
| 7    | 허난 엘리펀드     |

## CBL 챔피언 시리즈 경기 결과

### 1차전
9월 3일 - 베이징 후청 체육운동기술학교 야구장
- 광둥 레오파스 9: 5 베이징 타이거즈

### 2차전
9월 4일 - 베이징 후청 체육운동기술학교 야구장
- 광둥 레오파스 7 : 4 베이징 타이거즈